# Вашкау (Бихор)
Вашкау (рум. Vaşcău) насеље је у Румунији у округу Бихор. Oпштина се налази на надморској висини од 448 m.

## Становништво
Према подацима из 2002. године у насељу је живело 1746 становника.

### Попис2002.
| Расподела становништва по националности 2002.‍ | Расподела становништва по националности 2002.‍ | Расподела становништва по националности 2002.‍ | Расподела становништва по националности 2002.‍ | Расподела становништва по националности 2002.‍ |
| --------------------------------------------- | --------------------------------------------- | --------------------------------------------- | --------------------------------------------- | --------------------------------------------- |
|                                               |                                               |                                               |                                               |                                               |
| Румуни                                        | Румуни                                        |                                               | 1.704                                         | 97,7%                                         |
| Мађари                                        | Мађари                                        |                                               | 15                                            | 0,9%                                          |
| Роми                                          | Роми                                          |                                               | 20                                            | 1,1%                                          |
| Немци                                         | Немци                                         |                                               | 5                                             | 0,3%                                          |